# Val Rio del Lago
La valle Rio del Lago è una valle alpina delle Alpi Giulie italiane, in prossimità del confine tra Italia e Slovenia, interamente compresa nel territorio del comune di Tarvisio, nell'estremo nord-est della regione Friuli-Venezia Giulia.

## Caratteristiche
La valle prende origine da Sella Nevea al termine della Val Raccolana, giunge al Lago del Predil dopo un lungo falsopiano, scende poi verso l'abitato di Cave del Predil fino a raggiungere la frazione di Riofreddo ed in fondo l'abitato di Tarvisio, seguendo il corso del fiume Slizza. 
Stretta tra la Catena Jôf Fuârt-Montasio a nord, la catena del Canin a sud, quella del Mangart-Jalovec ad est, è collegata alla slovena Val Coritenza dal Passo del Predil, attraversata dal torrente Rio di Saletto e Rio del Lago (rispettivamente immissario ed emissario del Lago del Predil) e contornata da cime montuose come la Cima del Lago, le Cinque Punte, la Cima del Cacciatore e lo Jôf Fuârt.

## Galleria d'immagini

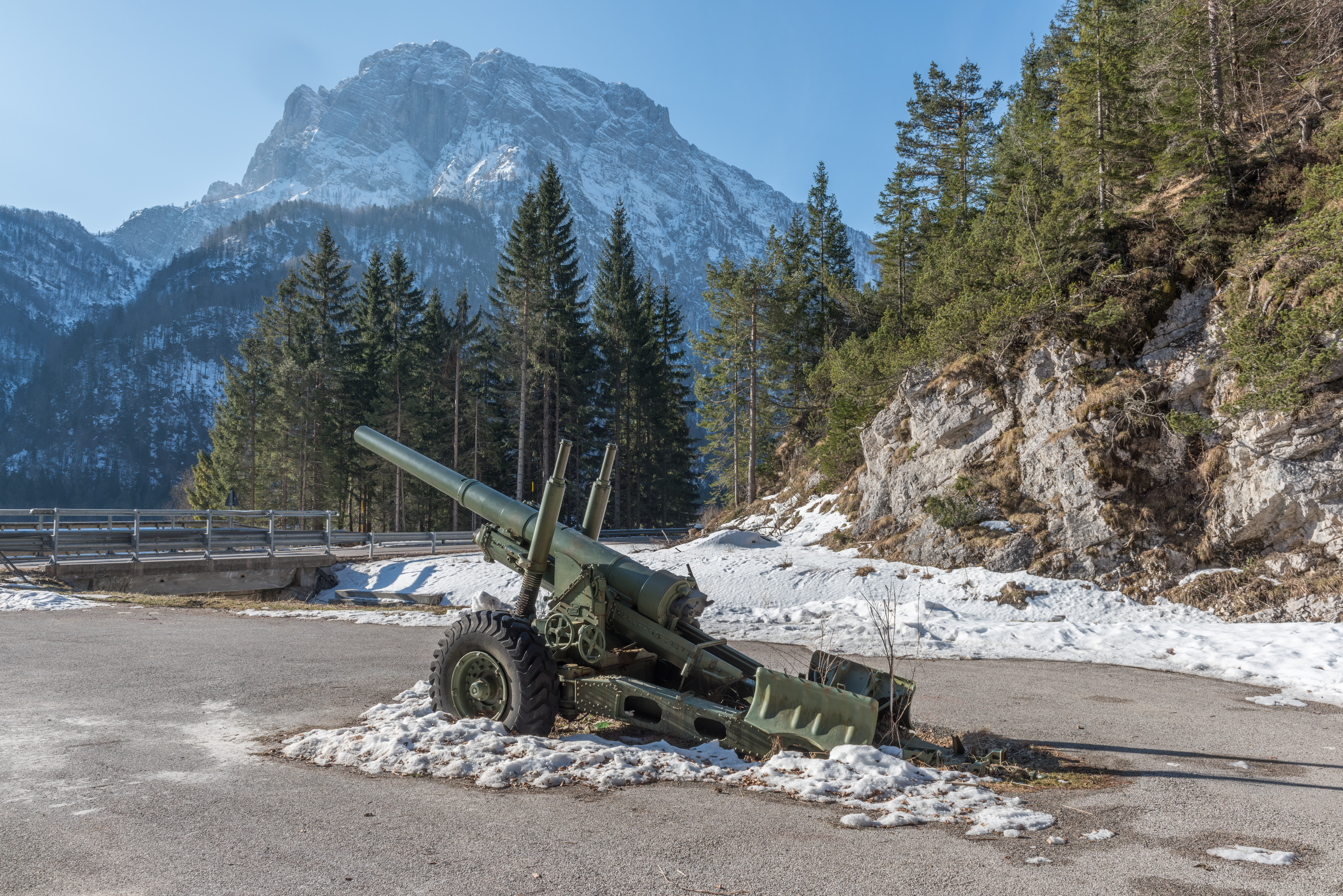
Particolare della valle, in fondo la Cima del Lago
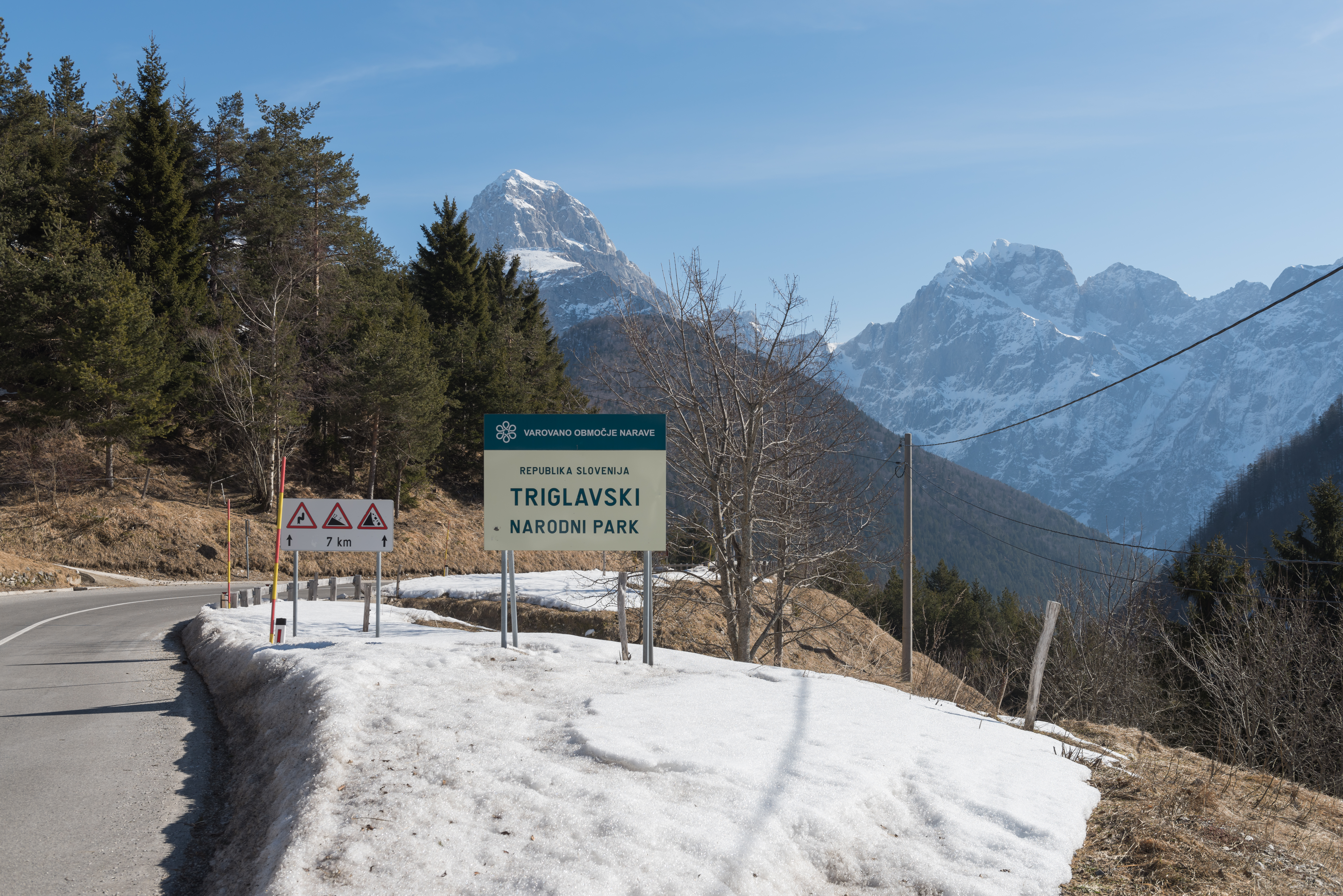
Passo del Predil
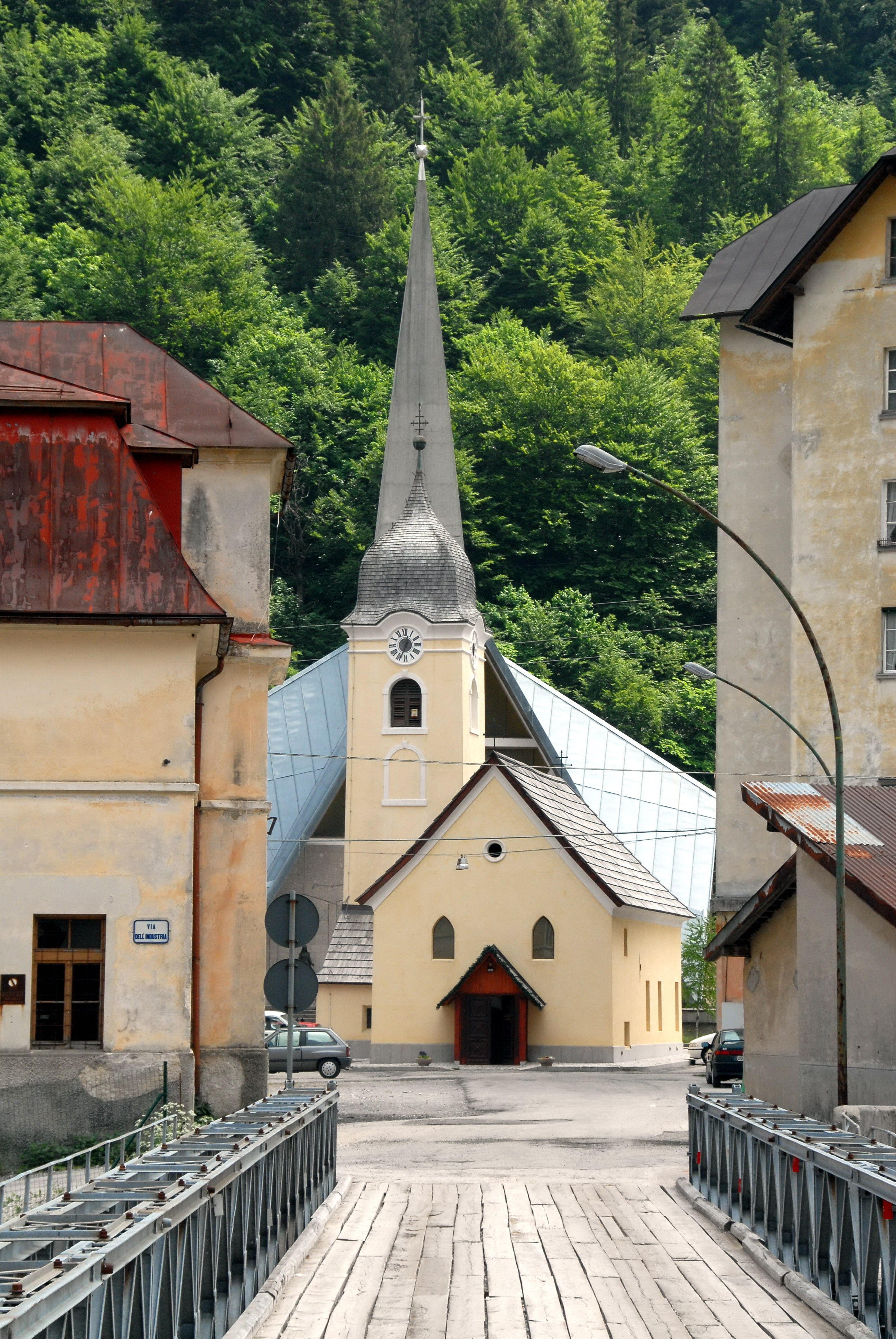
Cave del Predil
Miniera di Cave del Predil